# Ekspedycja 41
Ekspedycja 41 – stała załoga Międzynarodowej Stacji Kosmicznej, która sprawowała swoją misję od 10 września do 10 listopada 2014 roku. Ekspedycja 41 rozpoczęła się wraz z odłączeniem od stacji statku Sojuz TMA-12M i trwała do odcumowania od ISS statku Sojuz TMA-13M.

## Załoga
Astronauci Maksim Surajew, Alexander Gerst i Gregory Wiseman przybyli na ISS 27 marca 2014 roku na pokładzie Sojuza TMA-13M i weszli w skład Ekspedycji 40. Początkowo znajdowali się na stacji jedynie w trójkę. 26 września 2014 roku dołączyli do nich Aleksandr Samokutiajew, Jelena Sierowa i Barry Wilmore, którzy przybyli na pokładzie Sojuza TMA-14M.
Gdy 10 listopada 2014 roku Sojuz TMA-13M odłączył się od stacji ze Surajewem, Gerstem i Wisemanem na pokładzie, zakończyła się misja Ekspedycji 41. Jednocześnie kosmonauci Samokutiajew, Sierowa i Wilmore przeszli w skład 42. stałej załogi ISS.
| Funkcja              | Pierwsza część 10-26.09.2014               | Druga część 26.09-10.11.2014                       |
| -------------------- | ------------------------------------------ | -------------------------------------------------- |
| Dowódca              | Maksim Surajew, Roskosmos 2. lot kosmiczny | Maksim Surajew, Roskosmos 2. lot kosmiczny         |
| Inżynier pokładowy 1 | Gregory Wiseman, NASA 1. lot kosmiczny     | Gregory Wiseman, NASA 1. lot kosmiczny             |
| Inżynier pokładowy 2 | Alexander Gerst, ESA 1. lot kosmiczny      | Alexander Gerst, ESA 1. lot kosmiczny              |
| Inżynier pokładowy 3 |                                            | Aleksandr Samokutiajew, Roskosmos 2. lot kosmiczny |
| Inżynier pokładowy 4 |                                            | Jelena Sierowa, Roskosmos 1. lot kosmiczny         |
| Inżynier pokładowy 5 |                                            | Barry Wilmore, NASA 2. lot kosmiczny               |

## Spacery kosmiczne

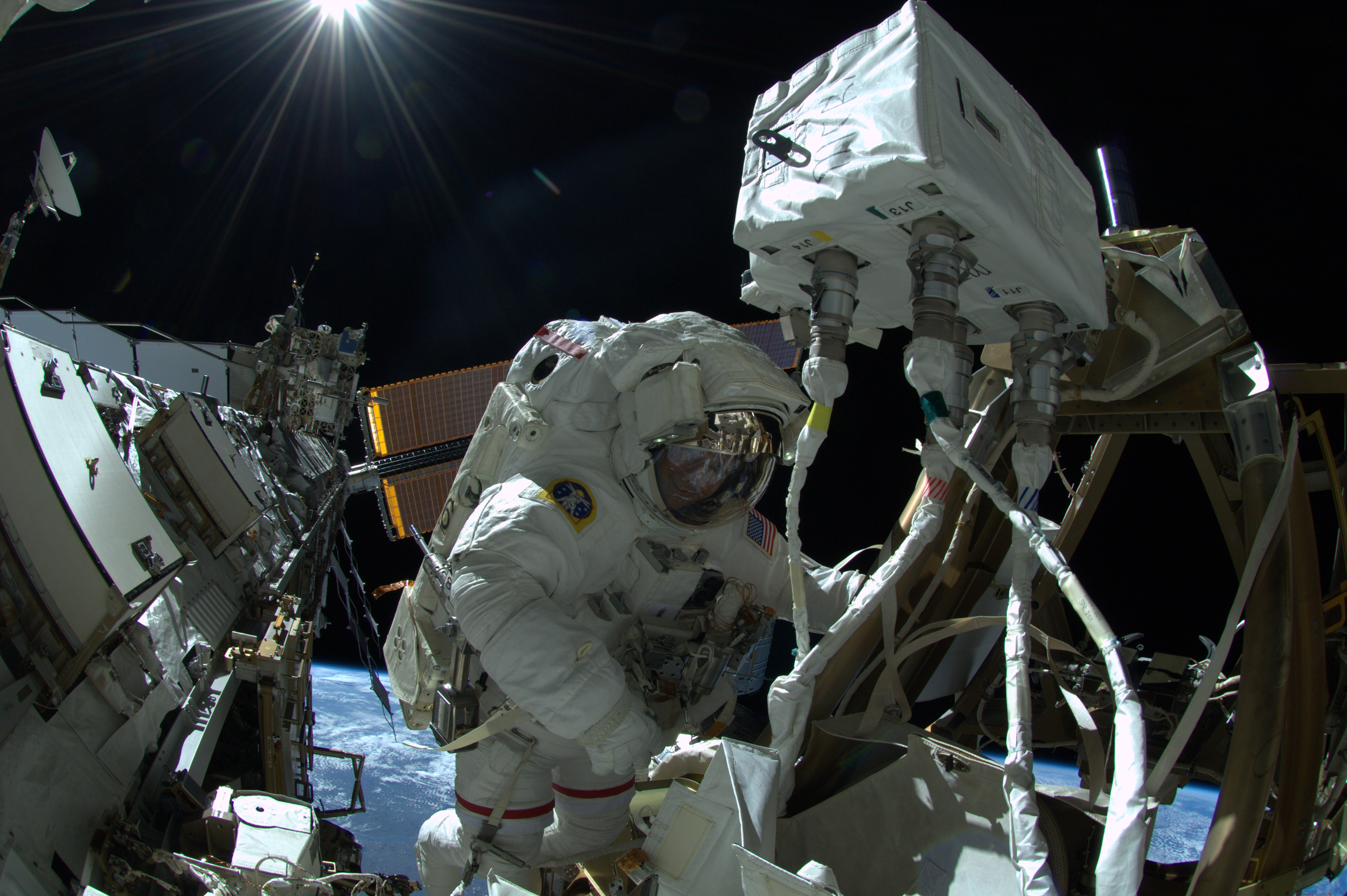
Gregory Wiseman podczas prac na zewnątrz stacji

Podczas Ekspedycji 41 wykonano trzy spacery kosmiczne (EVA) trwające łącznie 16 godzin i 25 minuty. Dwa pierwsze wyjścia odbyły się ze śluzy Quest, a astronauci wykorzystali skafandry EMU. Pierwsze EVA rozpoczęło się 7 października 2014 o 12:30 UTC i wzięli w nim udział Gregory Wiseman i Alexander Gerst. Pierwszym zadaniem astronautów było przeniesienie zepsutej pompy amoniaku w pobliże śluzy Quest. Pompa ta została zamieniona na nową podczas spaceru kosmicznego z 21 grudnia 2013 roku w czasie Ekspedycji 38. Następnie Alexander Gerst wymienił lampę zewnętrznej kamery telewizyjnej umieszczonej na module Destiny. Ostatnim zadaniem astronautów była instalacja bloku zasilającego na segmencie S0 kratownicy. Nowy blok zapewnia dostawy energii do Mobile Base System w czasie gdy ruchoma platforma Mobile Transporter przesuwa się wzdłuż kratownicy. Spacer kosmiczny zakończył się o 18:43 UTC po 6 godzinach i 13 minutach.

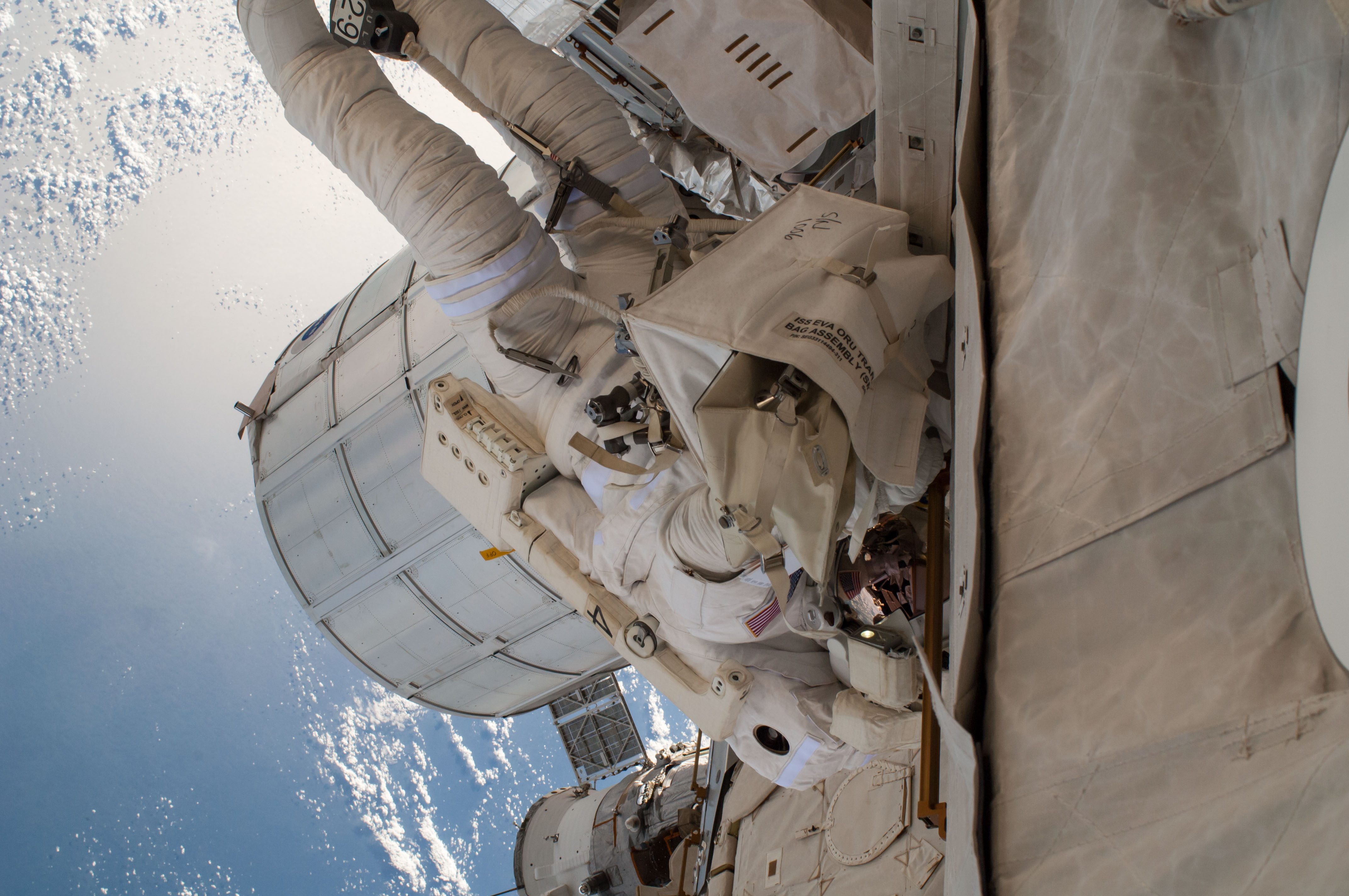
Barry Wilmore w czasie spaceru kosmicznego

Drugie EVA rozpoczęło się 15 października 2014 o 12:16 UTC i wzięli w nim udział Gregory Wiseman i Barry Wilmore. Głównym zadaniem astronautów była wymiana jednostki sekwencyjnej na strukturze kratownicowej. Jednostka ta uległa awarii w maju 2014 roku i odpowiadała za regulowanie przesyłu energii z jednego zestawu ogniw słonecznych. Wymiana musiała zostać przeprowadzona w określonym oknie czasowym, a dokładnie wtedy gdy stacja znajdowała się w cieniu Ziemi i baterie słoneczne nie generowały energii. Dokonana wymiana pozwoliła przywrócić stacji pełną zdolność energetyczną potrzebną do wykonania wszystkich zaplanowanych prac i badań. Następnie astronauci skupili się przenoszeniu sprzętu umieszczonego na strukturze kratownicowej w ramach przygotowań do relokacji modułu Leonardo oraz instalacji Międzynarodowych Adapterów Dokujących. Po zakończeniu tego zdania zdemontowali oni zepsutą kamerę z segmentu P1 kratownicy i po jego przeciwnej stronie zamontowali nową. Ostatnim zadaniem astronautów było przeniesienie z segmentu P1 kratownicy na moduł Harmony masztu, który odbiera sygnał z kamer umieszczonych w kombinezonach wykorzystywanych podczas EVA. Spacer kosmiczny zakończył się o 18:50 UTC po 6 godzinach i 34 minutach.

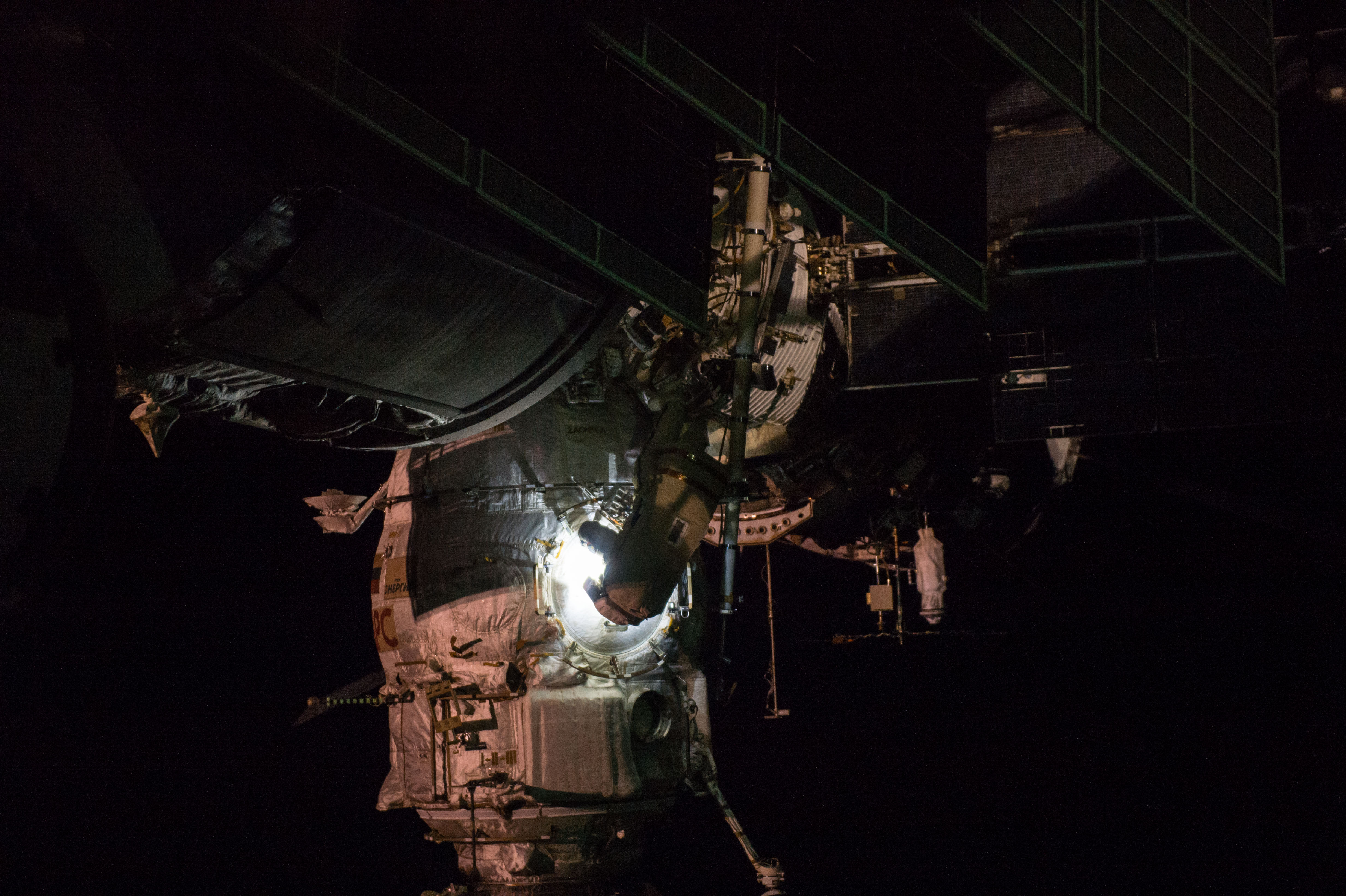
Prace na zewnątrz rosyjskiej części stacji

22 października 2014 o 13:28 UTC rozpoczął się spacer kosmiczny w rosyjskiej części stacji. Kosmonauci Maksim Surajew i Aleksandr Samokutiajew opuścili wnętrze stacji przez śluzę Pirs ubrani w kombinezony Orłan. Ich pierwszym zadaniem był demontaż z modułu Zwiezda urządzenia badawczego Radiometria, które służyło do badań sejsmologicznych. Następnie kosmonauci ściągnęli osłonę i sfotografowali eksperyment Europejskiej Agencji Kosmicznej, w którym badane są próbki organiczne wystawione na działanie otwartej przestrzeni kosmicznej. Kolejnym zadaniem był demontaż sprzętu z modułu Pirs oraz pobranie próbek z jego powierzchni. Później kosmonauci przenieśli się na moduł Poisk, gdzie zdemontowali oni dwie anteny, które były wykorzystywane podczas manewrów dokowania, ale zakończyły swoją pracę. Po ich zdemontowaniu zostały one wyrzucone w otwartą przestrzeń kosmiczną. Ostatnim zadaniem była inspekcja fotograficzna rosyjskiego segmentu stacji. Spacer kosmiczny zakończył się o 17:06 UTC po 3 godzinach i 38 minutach.

## Galeria

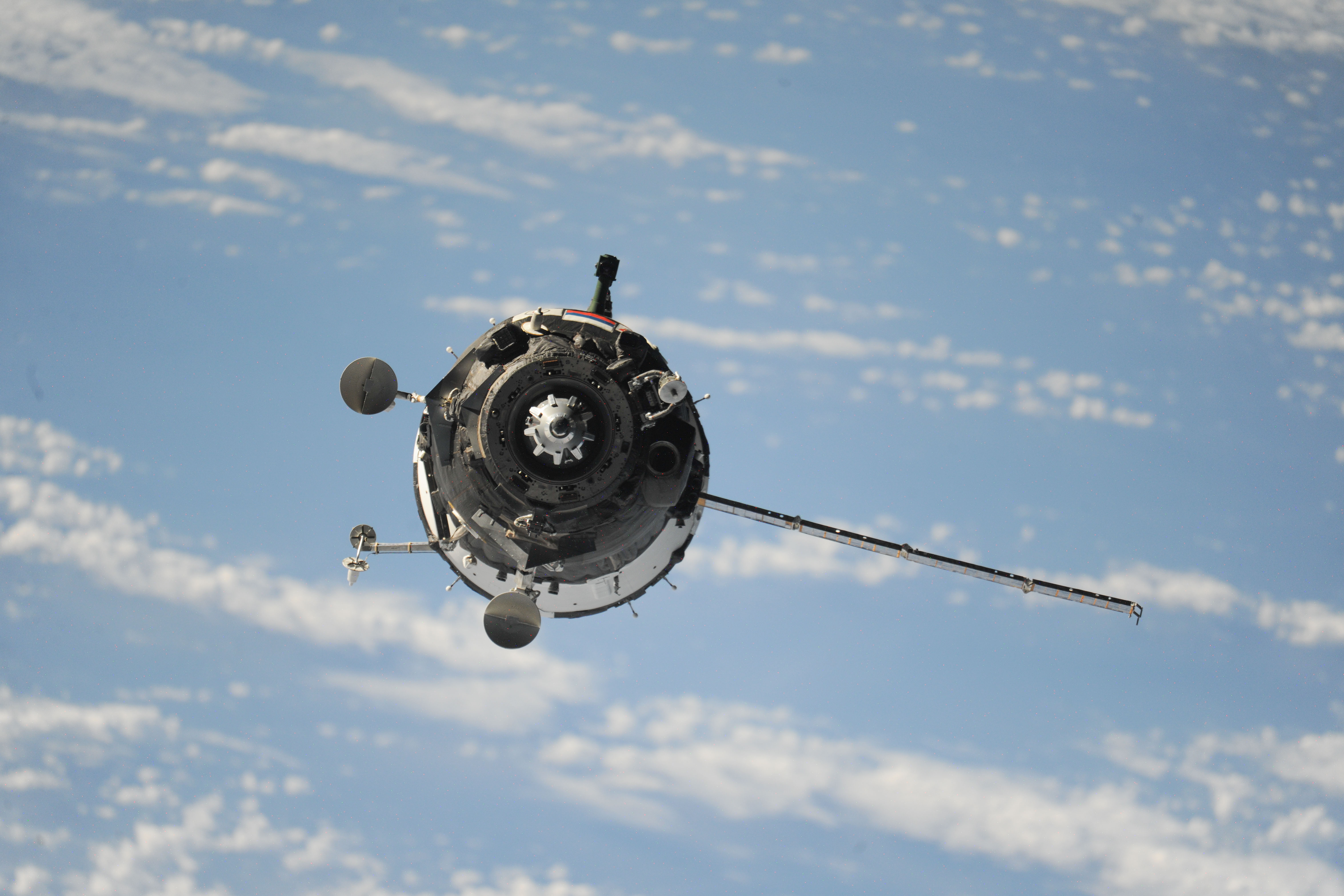
Sojuz TMA-14M zbliża się do stacji
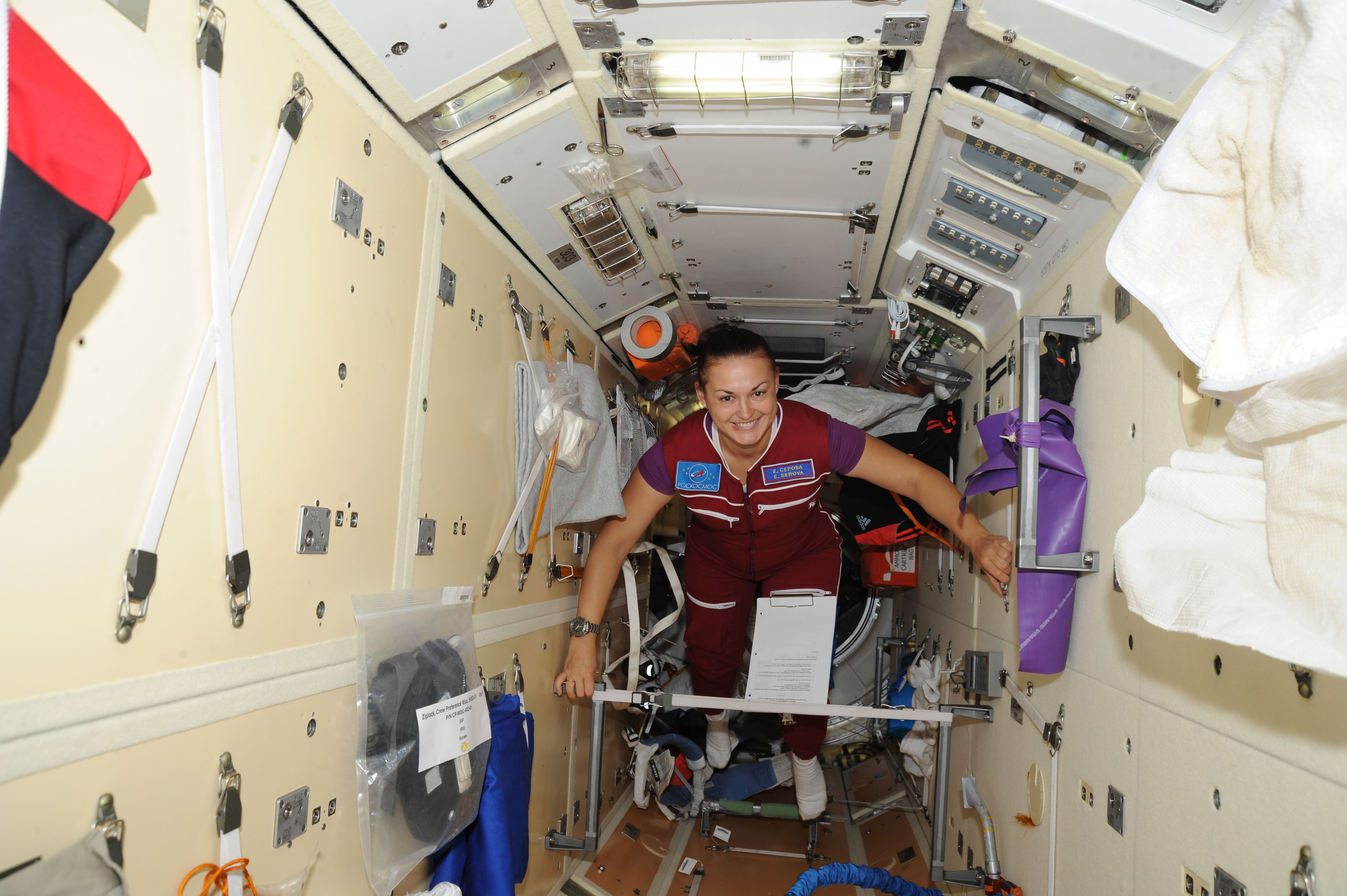
Jelena Sierowa w module Rasswiet
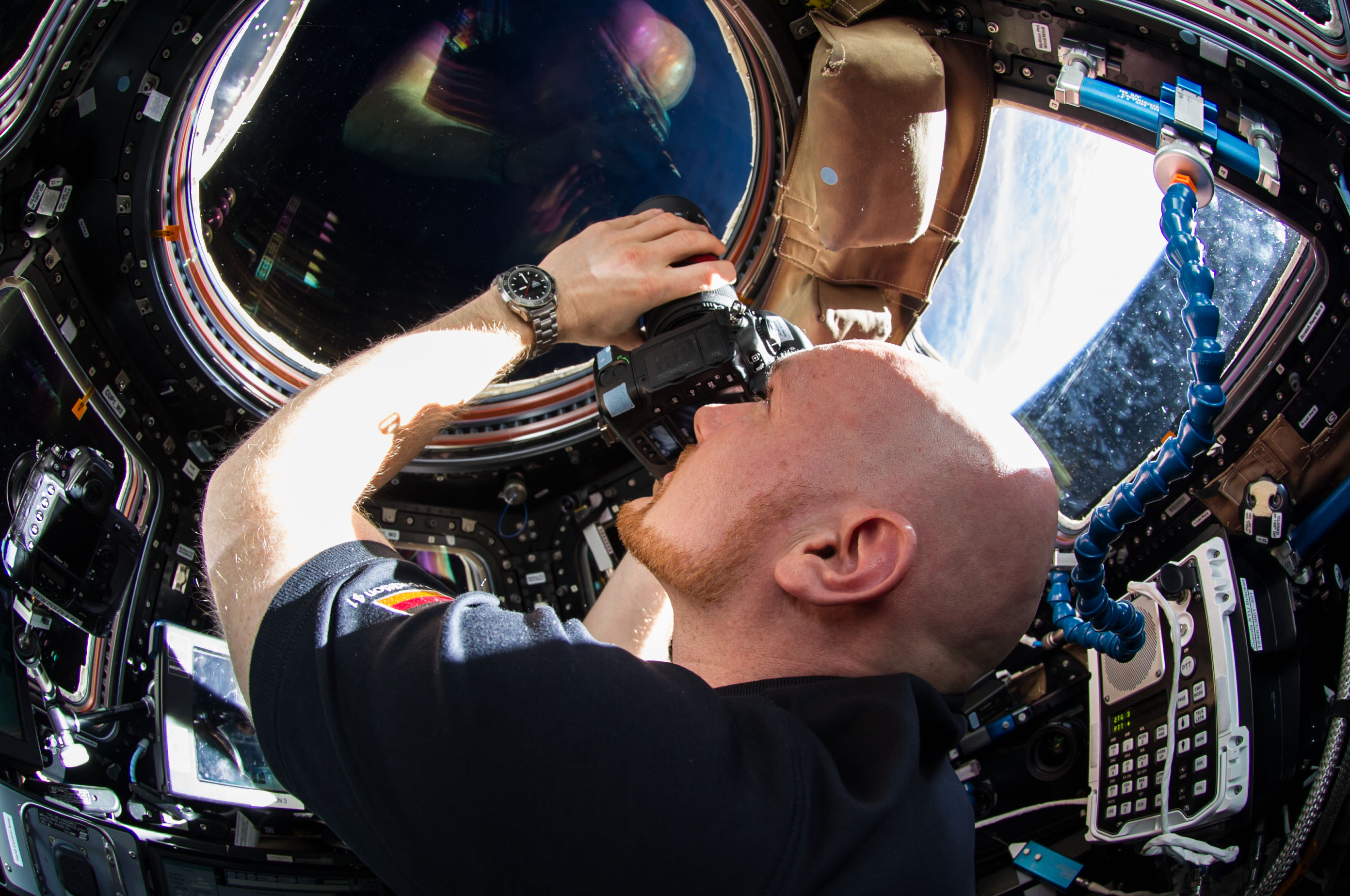
Alexander Gerst wykonuje zdjęcia w module Cupola